# Nemoria tarachodes
Nemoria tarachodes là một loài bướm đêm trong họ Geometridae.